# Armand Bernard
Joseph Louis Fabien Armand Bernard (ur. 22 czerwca 1928 w Montrealu, zm. 24 lipca 2010 w Bathurst) – kanadyjski zapaśnik walczący w stylu wolnym. Olimpijczyk z Helsinek 1952, gdzie zajął ósme miejsce w wadze piórkowej.

## Letnie Igrzyska Olimpijskie 1952
| Konkurencja      | Rundy eliminacyjne   | Rundy eliminacyjne  | Rundy eliminacyjne        | Rundy eliminacyjne     | Klas. końcowa |
| Konkurencja      | Przeciwnik I         | Przeciwnik II       | Przeciwnik III            | Przeciwnik IV          | Miejsce       |
| ---------------- | -------------------- | ------------------- | ------------------------- | ---------------------- | ------------- |
| 62 kg styl wolny | Ignacio Lugo (VEN) Z | Marco Girón (GUA) Z | Risaburo Tominaga (JPN) P | Keshav Mangave (IND) P | 8.            |